# 方廷布拉夫鎮區 (伊利諾伊州傑克遜縣)
方廷布拉夫鎮區（英語：Fountain Bluff Township）是位於美國伊利諾伊州傑克遜縣的一個行政鎮區。

## 地方資料
根據2010年美國人口普查的數據，方廷布拉夫鎮區的面積為80.60平方千米，當中陸地面積為77.60平方千米，而水域面積為3.00平方千米。當地共有人口203人，而人口密度為每平方千米2.52人。